# Brdečný
Brdečný (Duits: Berdetschna) is een Tsjechische plaats in de gemeente Křečovice, regio Midden-Bohemen, en maakt deel uit van het district Benešov. Het dorp ligt op 3 kilometer afstand van Křečovice.
Brdečný telt 11 inwoners (2021).

## Geschiedenis
De eerste schriftelijke vermelding van het dorp dateert van 1552.
Tijdens de Tweede Wereldoorlog was het dorp onderdeel van het militaire oefenterrein van de Waffen-SS Benešov. Op 31 oktober 1943 moesten de inwoners daarom noodgedwongen hun huizen verlaten.
In 1960 werd Brdečný, samen met Křečovice, ingedeeld bij het district Benešov.

## Cultuur
Bij Brdečný wordt sinds 2007 jaarlijks een vroegmiddeleeuwse veldslag van Viking- en Slavische troepen nagebootst onder de naam Rogar.

## Verkeer en vervoer

### Autowegen
Er leidt een regionale weg naar het dorp.

### Spoorlijnen
Er is geen station in Brdečný. Het dichtstbijzijnde station is in Sedlčany, op zo'n vijftien kilometer afstand. Dat station ligt aan de spoorlijn van Benešov naar Vlašim.

### Buslijnen
Er is geen bushalte in het dorp. De dichtstbijzijnde halte ligt op ongeveer één kilometer afstand:
| Halte                        | Lijn | Traject              | Vervoerder   |
| ---------------------------- | ---- | -------------------- | ------------ |
| Maršovice, Řehovice, Rozchod | 756  | Křečovice - Neveklov | CŠAD Benešov |

## Galerij

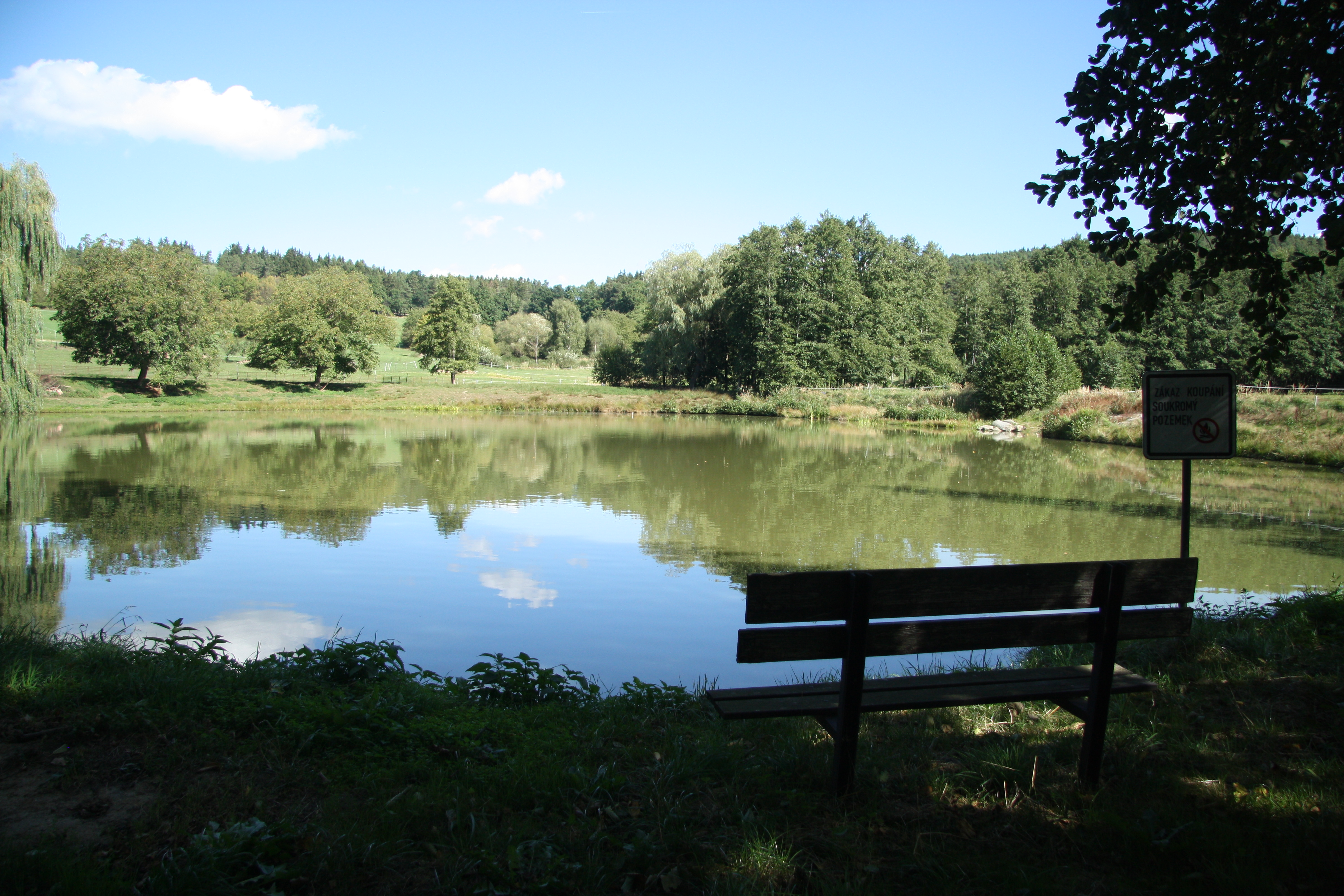
Meertje bij het dorp (2015)
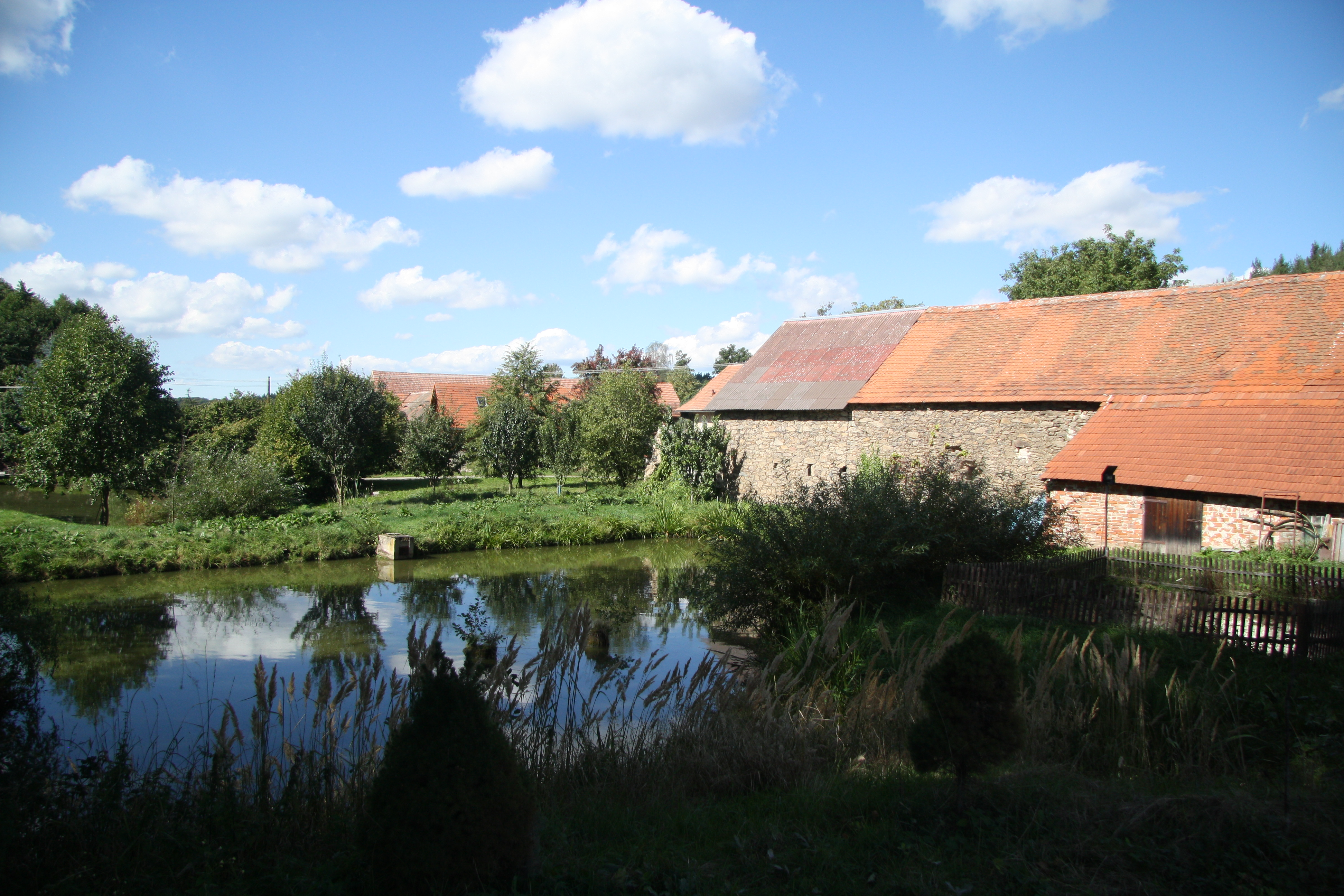
Boerderijen bij het meertje (2015)
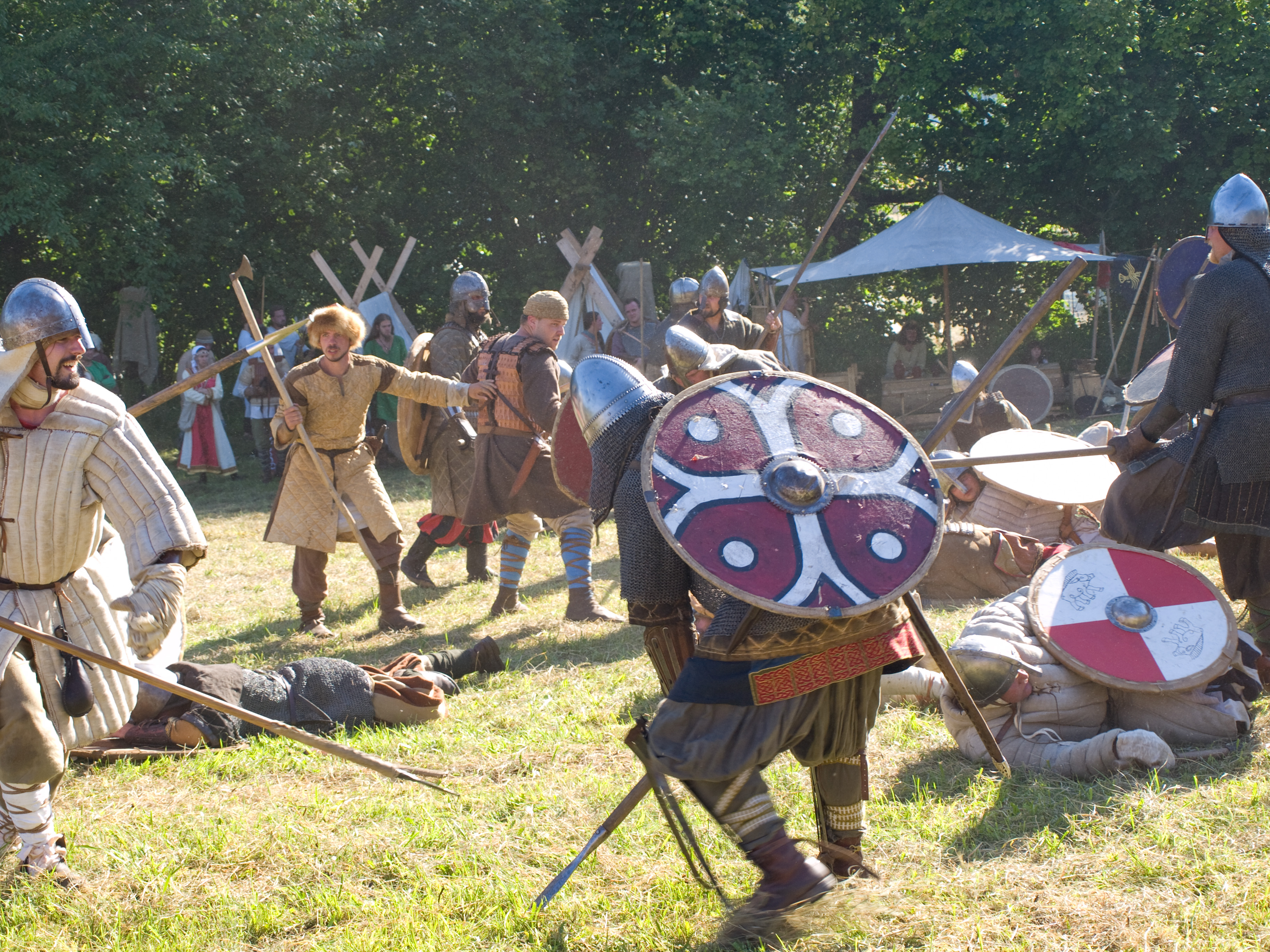
Nagebootste veldslag Rogar (2011)
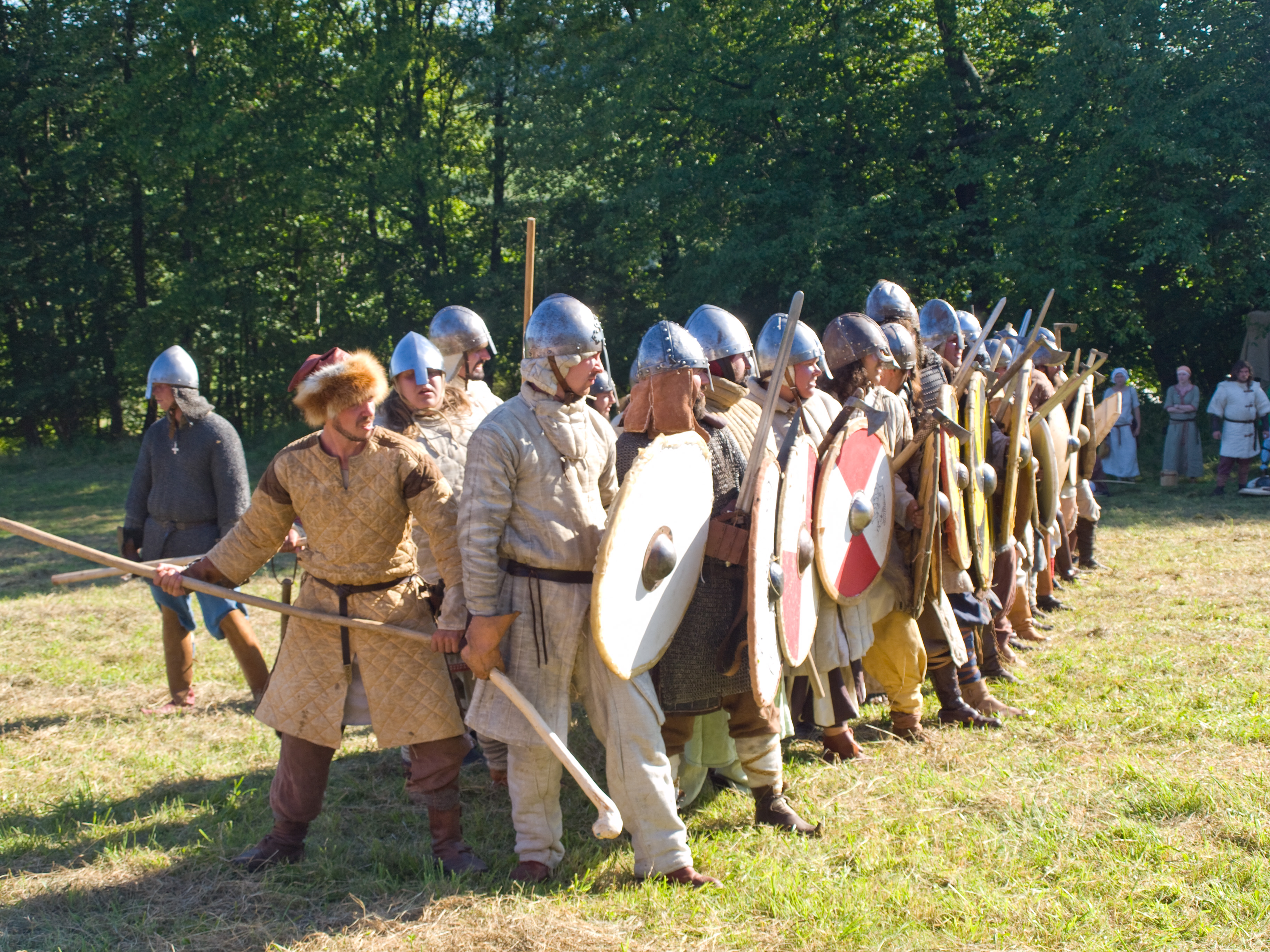
Nagebootste veldslag Rogar (2011)
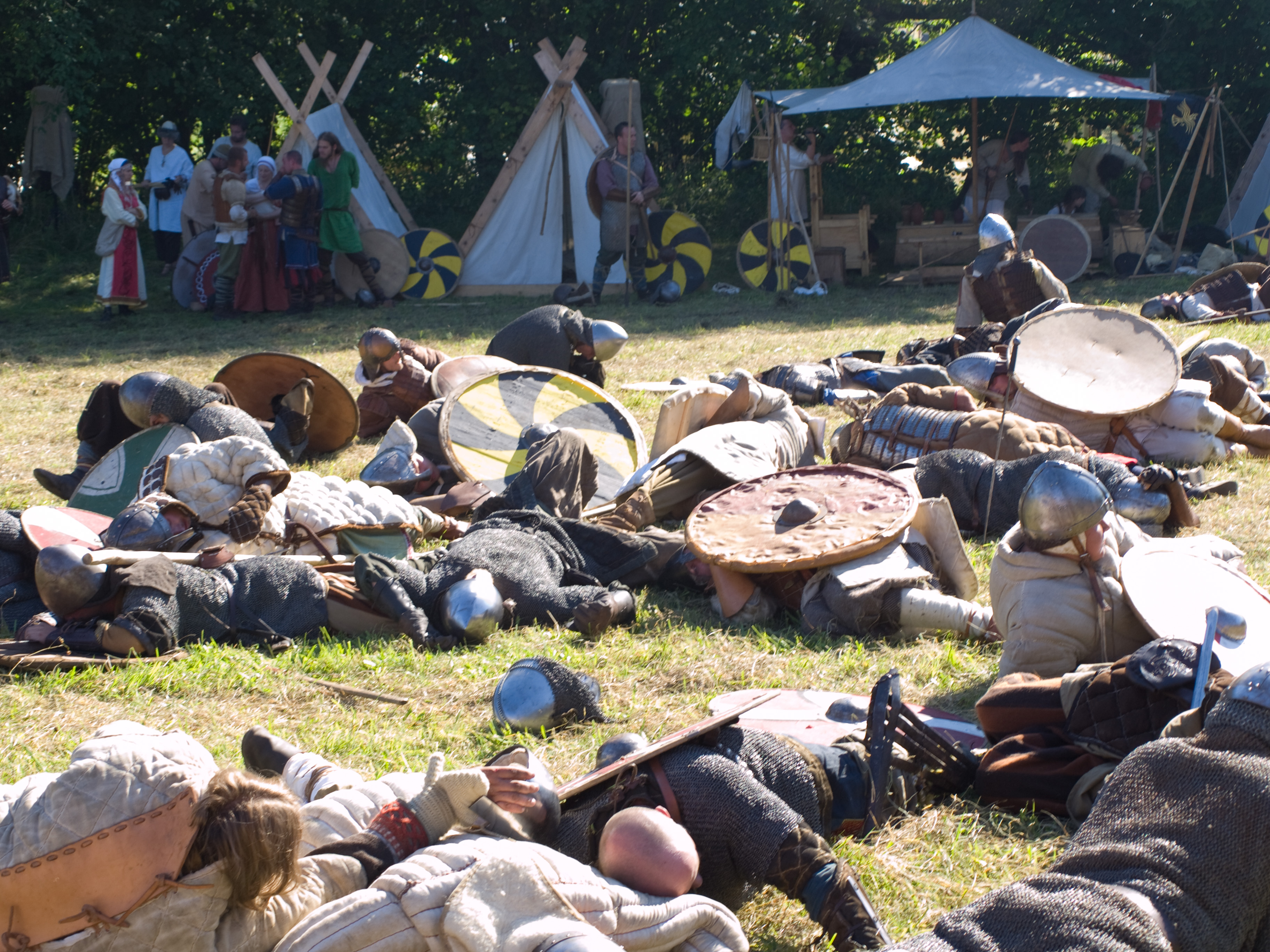
Nagebootste veldslag Rogar (2011)